# Lasioceros
Lasioceros is een geslacht van vlinders van de familie tandvlinders (Notodontidae).

## Soorten
- L. aroa Bethune-Baker, 1904
- L. dentilinea Joicey & Talbot, 1918